# 吉布地市
吉布地市（阿拉伯語：جيبوتي）是东非国家吉布地的首都，同時也是該國人口最多、面積最大的城市。位在塔朱拉灣沿岸，其中一部分位於亞丁灣的半島上。
在2003年以前，吉布地市與迪基爾州和阿里薩比州接壤，從阿爾塔州成立後，全市西邊及南邊均跟該州所接壤。

## 交通

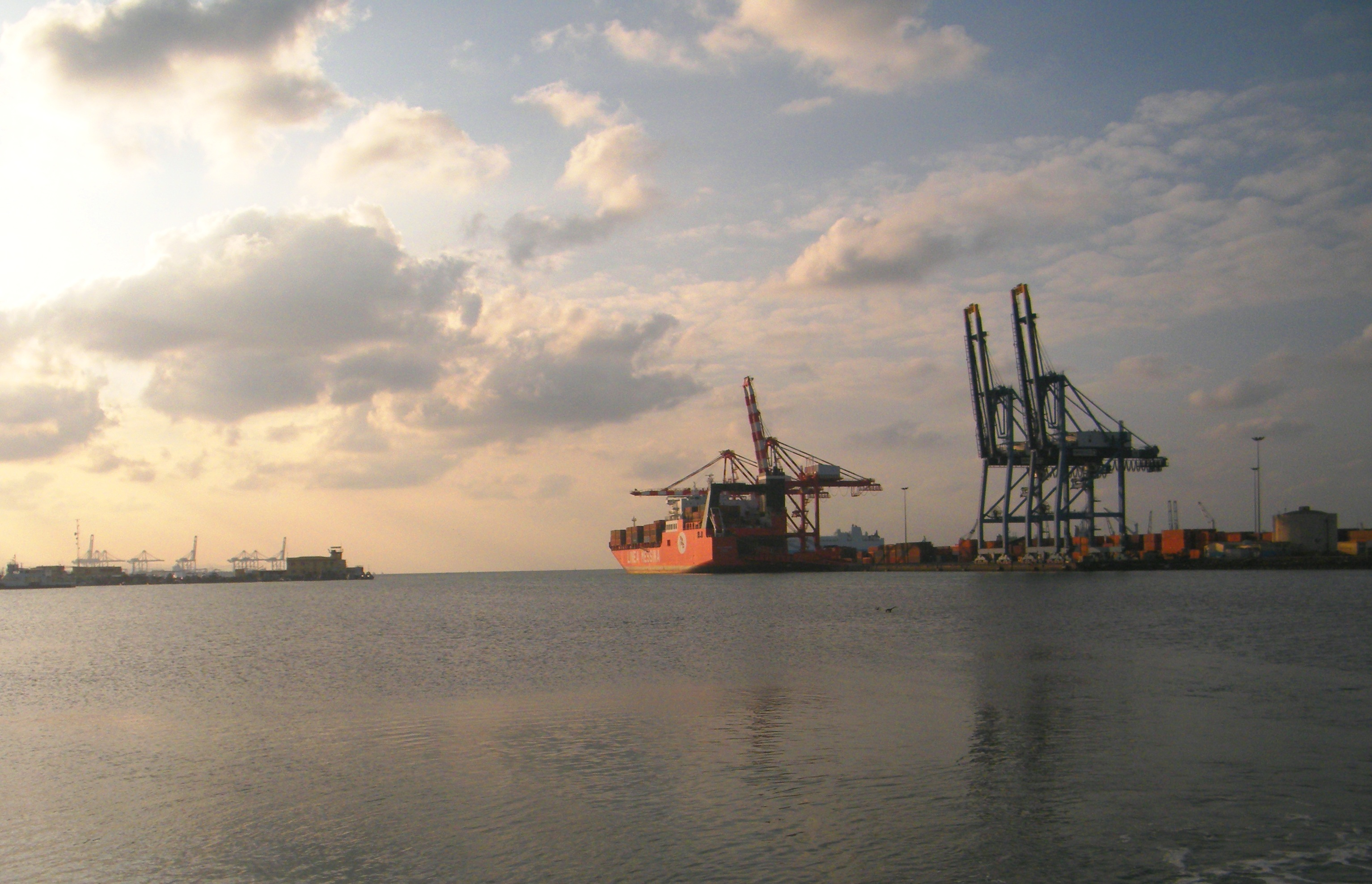
吉布地港

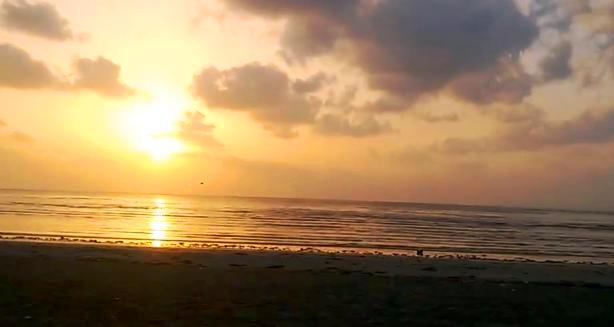
吉布地市一處海灘的日出

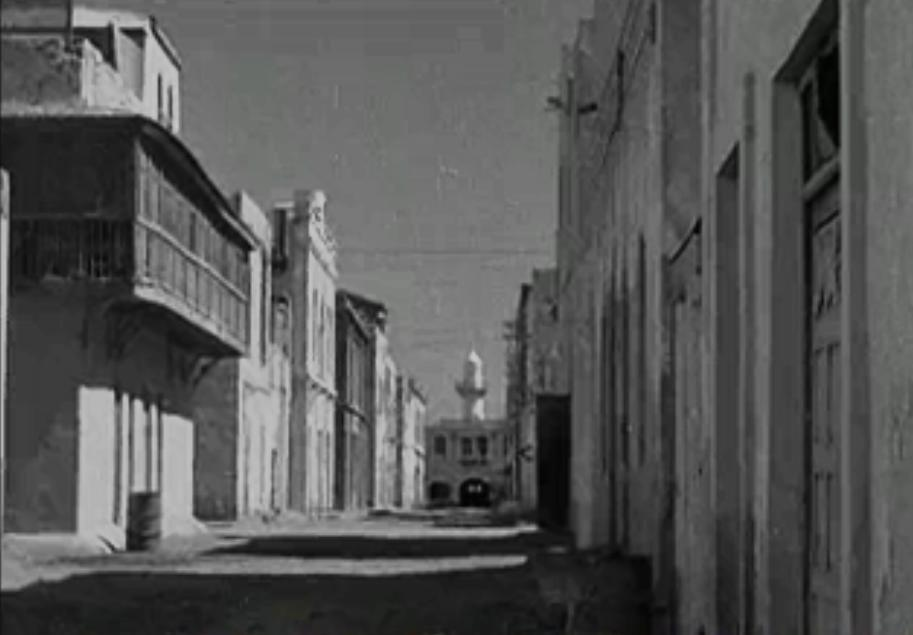
20世紀40年代的吉布地市

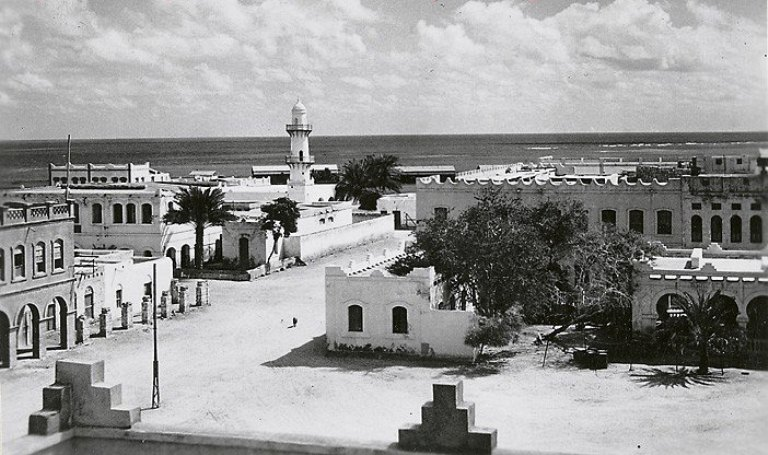
老城區

吉布地港具有東非少數大型的現代化國際港口設施，海上貿易更是國家非常重要的收入來源。而且有著和衣索比亞首都亞的斯亞貝巴連接的，對於1993年厄利垂亞獨立之後變成內陸國家的衣索比亞來說，也是相當重要的貿易路線。另外還有吉布地－安布利國際機場，已經倒閉的吉布地航空總部也曾設於此。
2017年連接吉布地市與埃塞俄比亚首都阿迪斯阿貝巴的亞吉鐵路通車，納加德車站為吉布地市主要的鐵路客運車站，貨運列車則可向北延伸到吉布地港周遭的多拉勒港。

## 氣候
吉布地市整年都是乾燥炎熱的天氣，平均年降雨量131毫米，屬於沙漠氣候。1月和2月是較為溫暖的時期，7月與8月則最為酷熱，溫度經常超過攝氏45度 。

## 重要地點

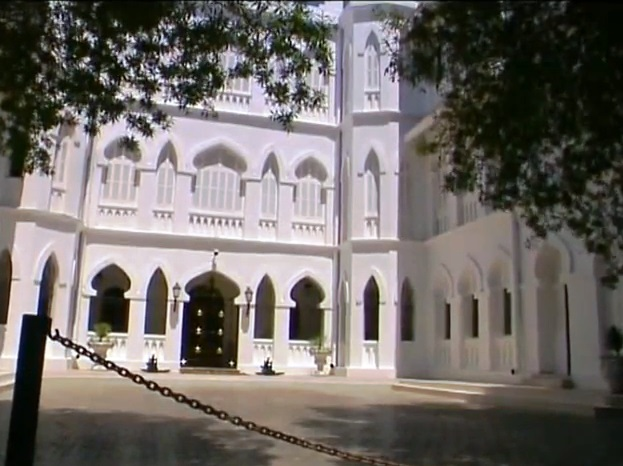
吉布地總統府，2012年攝影

該市東海岸擁有大片沙灘，市中心有大型中央市場、古萊德國家體育場、總統府與哈茂迪清真寺。由於歐式建築林立，因此被形容為「紅海中的法式香港」。

## 姊妹城市
| 國家         | 城市         |
| ------------ | ------------ |
| 義大利       | 里米尼       |
| 賽普勒斯     | 利馬索爾     |
| 阿联酋       | 富吉拉       |
| 阿尔巴尼亚   | 夫羅勒       |
| 馬爾地夫     | 馬累         |
| 美国         | 基韋斯特     |
| 馬爾他       | 維多利亞     |
| 埃及         | 蘇伊士       |
| 沙烏地阿拉伯 | 吉贊         |
| 苏丹         | 蘇丹港       |
| 葉門         | 亞丁         |
| 斯洛維尼亞   | 伊佐拉       |
| 美国         | 凱盧阿       |
| 墨西哥       | 拉巴斯       |
| 西班牙       | 阿爾赫西拉斯 |
| 苏丹         | 喀土木       |
| 尼加拉瓜     | 格拉納達     |